# Сіад Барре
Могаммед Сіад Барре (не раніше 1910 і не пізніше 1921 , Shilavod, Ефіопська імперія і Luuqd, Італійське Сомалі  — 2 січня 1995 , Лаґос, Лагос ) — державний і політичний діяч Сомалі, диктатор у 1969—1991 рр.

## Життєпис
Народився 6 жовтня 1919 році, хоча є і інші дані на це. За етнічною належністю — клан марехан сомалійської групи дарод. В 1952 р. закінчив навчання у військовій академії в Італії. До проголошення незалежності Сомалі в 1960 обіймав низку командних посад в сомалійській армії. З 1960 р. — начальник генштабу, а з 1965 р. — комадуючий збройними силами Сомалі. Очолив військовий переворот 21 жовтня 1969 р. і став головою Верховної революційної ради Сомалі (до липня 1976). З 1 липня 1976 р. — президент Демократичної Республіки Сомалі. З 1976 — генеральний секретар ЦК Сомаліської революційної соціалістичної партії. Був у дружніх зв'язках з СРСР, але після розв'язаного в липні 1977 р. військового конфлікту Сомалі проти Ефіопії (Огаденська війна) ці зв'язки були розірвані і Барре пішов на шлях зміцнення зв'язків з країнами Заходу. В листопаді 1977 р. уряд Барре в однобічному порядку припинив дію договору від 1974 р. про дружбу і співробітництво з СРСР. У 1978 р. сомалійські війська були вигнані з території Ефіопії за підтримки військ Куби і СРСР. У 1980- х рр. посилилось невдоволення його правлінням і всередині самого Сомалі, розпочався повстанський рух. 26 січня 1991 р. Барре втік з Могадішо під тиском повстанців на південь країни. 1992 р. він попросив притулку в Кенії, а потім перебрався до Нігерії, де й помер 2 січня 1995 р.